# Renault Caravelle
Renault Caravelle é um roadster produzido pela marca francesa Renault. Foi produzido de 1958 a 1968, com 117 mil unidades produzidas. Ele tinha o mesmo nome que a Volkswagen Caravelle, mas isso foi depois.